# 八橋郡
- 令制国一覧 > 山陰道 > 伯耆国 > 八橋郡
- 日本 > 中国地方 > 鳥取県 > 八橋郡

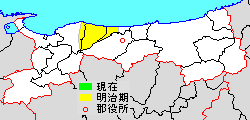
鳥取県八橋郡の位置

八橋郡（やばせぐん）は1896年まで鳥取県（伯耆国）にあった郡。

## 郡域
1879年（明治12年）に行政区画として発足した当時の郡域は、東伯郡琴浦町および東伯郡北栄町の一部（東園、原、穂波以西）、西伯郡大山町の一部（下甲、住吉、赤坂、退休寺、羽田井以東）にあたる。

## 歴史
『和名抄』には「やはし」の訓が付けられており、いつ頃から現在の「やばせ」の呼び名になったのかは不明である。一部には矢橋と表記する文献も存在するがあまり数は多くない。『和名抄』には方見（かたみ）、由良（ゆら）、荒木、古布（こう）、八橋、箆津（のつ）の6郷が記されている。また、『延喜式』に見える清水駅は同郡内（現在の琴浦町八橋付近）に存在したとされる。

### 近世以降の沿革
- 明治初年時点で、概ね全域が因幡鳥取藩領であった。「旧高旧領取調帳」に記載されている村は以下の通り。●は村内に寺社領が存在。◎は全域が寺社領（退休寺領）。（1町2宿105村）

東高尾村、西高尾村、上種村、下種村、岩坪村、亀谷村、●島村、穂波村、西穂波村、原村、瀬戸村、六尾村、東園村、西園村、別所村（現・北栄町）、由良宿、妻波村、大谷村、●槻下村、金屋村（現・琴浦町金屋）、杉下村、森藤村、法万村、杉地村、種井村、八反田村、宮内村、馬場村、矢下村、長房村、古布地村、●別所村（現・琴浦町別宮）、宮脇村、三本杉村、中津原村、野井倉村、赤松村、野田村、出合村、大杉村、山田村、●公文村、倉坂村、光好村、種久村、山崎村、細工所村、福寄村、下大江村、中原村、晩田村、発坂村、田越村、高松村、金市村、●上伊勢村、下伊勢村、中尾村、逢束村、徳万村、保村、丸尾村、笠見村、八橋町、岩本村、別所村（現・琴浦町別所）、松谷村、●赤崎宿、福富村、東井手上村、水口村、大石村、今在家村、分乗寺村、●竹内村、金屋村（現・琴浦町竹内）、今地村、高木村、大熊村、国真村、大父村、山川村、中村、太一垣村、佐崎村、西井手上村、向原村、下市村、箆津村、湯坂村、光村、梅田村、尾張村、羽田井村、束積村、八重村、樋口村、石井垣村、栄田村、潮音寺村、内蔵村、金屋村（現・西伯郡大山町）、御崎村、下甲村、赤坂村、新市村、上田村、◎退休寺村
- 明治4年7月14日（1871年8月29日） - 廃藩置県により鳥取県の管轄となる。
- 明治9年（1876年）8月21日 - 第2次府県統合により島根県の管轄となる。
- 明治10年（1877年）5月22日[2] - 下記の町村の統合が行われる。（1町2宿86村）

- 宮場村 ← 宮内村、馬場村
- 古長村 ← 長房村、古布地村
- 釛村 ← 種久村、山崎村
- 美好村 ← 細工所村、福寄村
- 三保村 ← 中原村、晩田村、発坂村
- 出上村 ← 東井手上村、西井手上村
- 勝田村 ← 水口村、大石村

- 諏訪村 ← 八橋町、岩本村
- 西宮村 ← 今在家村、分乗寺村
- 宮木村 ← 今地村、高木村
- 高岡村 ← 大熊村、国真村
- 八幡村 ← 向原村、下市村
- 田中村 ← 内蔵村、金屋村（現・西伯郡大山町）
- 住吉村 ← 新市村、上田村

- 種井村が杉地村に、別所村（現・北栄町）が由良宿に、高松村が金市村に、金屋村（現・琴浦町竹内）が竹内村にそれぞれ合併。

- 明治11年（1878年）8月27日 - 諏訪村が改称して八橋村となる[2]。
- 明治11年（1878年）10月2日[2]（1町2宿83村）
  - 別所村（現・琴浦町別宮）・宮脇村が合併して別宮村となる。
  - 赤松村・出合村が合併して福永村となる。
  - 福富村が赤崎宿に合併。
- 明治12年（1879年）1月12日 - 郡区町村編制法の島根県での施行により行政区画としての八橋郡が発足。「汗入八橋郡役所」が赤崎宿に設置され、汗入郡とともに管轄。後に「河村久米八橋郡役所」が久米郡倉吉町に設置され、同郡および河村郡とともに管轄。
- 明治14年（1881年）9月12日 - 鳥取県の管轄となる。

### 町村制以降の沿革

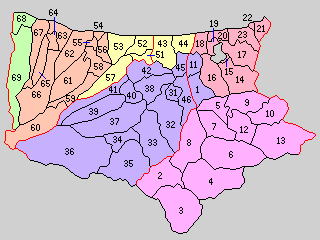
51.常盤村 52.瑞穂村 53.由良村 54.逢束村 55.市勢村 56.伊勢崎村 57.栄村 58.下郷村 59.古布庄村 60.三本杉村 61.上郷村 62.八橋村 63.赤崎村 64.豊定村 65.保永村 66.以西村 67.安田村 68.下中山村 69.上中山村（橙：東伯郡琴浦町 黄：東伯郡北栄町 緑：西伯郡大山町 1 - 23は河村郡 31 - 46は久米郡）

- 明治22年（1889年）10月1日 - 町村制の施行により、以下の各村が発足。特記以外は現・東伯郡琴浦町。（19村）
  - 常盤村 ← 島村、原村、西穂波村、穂波村（現・東伯郡北栄町）
  - 瑞穂村 ← 瀬戸村、六尾村、東園村、西園村（現・東伯郡北栄町）
  - 由良村 ← 由良宿、妻波村、大谷村（現・東伯郡北栄町）
  - 逢束村（単独村制）
  - 市勢村 ← 上伊勢村、下伊勢村、金市村
  - 伊勢崎村 ← 中尾村、槻下村、金屋村
  - 栄村 ← 東高尾村、西高尾村、上種村、下種村、岩坪村、亀谷村（現・東伯郡北栄町）
  - 下郷村 ← 杉下村、森藤村、下大江村、三保村、美好村、釛村、光好村
  - 古布庄村 ← 法万村、杉地村、八反田村、宮場村、矢下村、古長村、別宮村
  - 三本杉村 ← 三本杉村、中津原村、野井倉村
  - 上郷村 ← 野田村、福永村、大杉村、山田村、公文村、倉坂村
  - 八橋村 ← 八橋村、笠見村、田越村、徳万村、保村、丸尾村
  - 赤崎村 ← 赤崎宿、松谷村、別所村
  - 豊定村 ← 西宮村、勝田村、出上村
  - 保永村 ← 太一垣村、中村、佐崎村
  - 以西村 ← 竹内村、宮木村、高岡村、山川村、大父村
  - 安田村 ← 箆津村、梅田村、湯坂村、八幡村、光村、尾張村
  - 下中山村 ← 潮音寺村、栄田村、田中村、御崎村、赤坂村、下甲村（現・西伯郡大山町）
  - 上中山村 ← 羽田井村、束積村、八重村、樋口村、石井垣村、退休寺村（現・西伯郡大山町）
  - 住吉村が汗入郡逢坂村の一部となる。
- 明治27年（1894年）3月30日 - 豊定村が勝田村に改称。
- 明治29年（1896年）4月1日 - 郡制の施行のため、河村郡・久米郡・八橋郡の区域をもって東伯郡が発足。同日八橋郡廃止。

## 行政
郡役所
- 明治12年（1879年）1月6日 - 島根県甲第1号布達により、汗入・八橋郡役所を八橋郡赤崎宿に設置[3]。
- 明治13年（1880年）11月20日 - 島根県甲第192号布達により、汗入・八橋郡役所のうち八橋郡を河村・久米郡役所に統合。河村・久米・八橋郡役所として久米郡倉吉町に設置[3]。

島根県汗入・八橋郡長
- 尾崎武久[4]：後に河村・久米・八橋郡長となる。

郡役所統合後の歴代河村・久米・八橋郡長については久米郡を参照。